# Långön, Kungälv
Långön är en ö i Lycke socken, Kungälvs kommun. Ön har en yta på 46 hektar.
Ön har haft bofast befolkning åtminstone sedan 1700-talet och i början av 1900-talet fanns här även en skola. Huvuddelen av befolkningen har varit fiskarbönder, men under 1800-talet har det funnits både lotsar och ett trankokeri. Under slutet av 1800-talet kom skutskeppare och kaptener att dominera befolkningen. Under slutet av 1900-talet kom ålfiske att bli viktigt för den kvarvarande befolkningen. 2012 fanns bara en bofast person kvar på ön, därtill finns 19 sommarhus på ön.